# Beckenschlägerschüssel

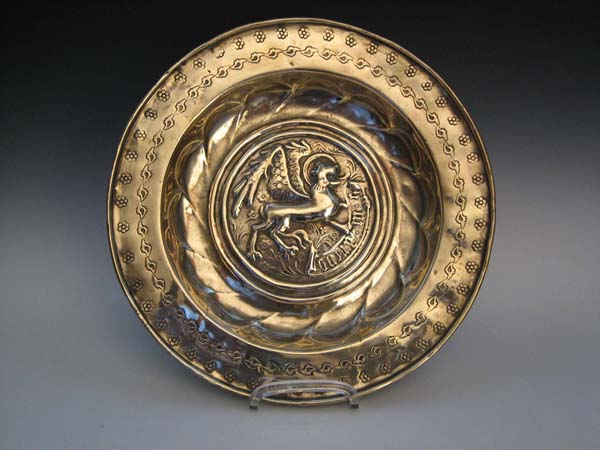
Beckenschlägerschüssel mit dem Evangelistensymbol Markus-Löwe

Als Beckenschlägerschüssel bezeichnet man eine bestimmte Gruppe von in Nürnberg entstandenen dekorierten Messingbecken aus der zweiten Hälfte des 15. bis 16. Jahrhunderts.

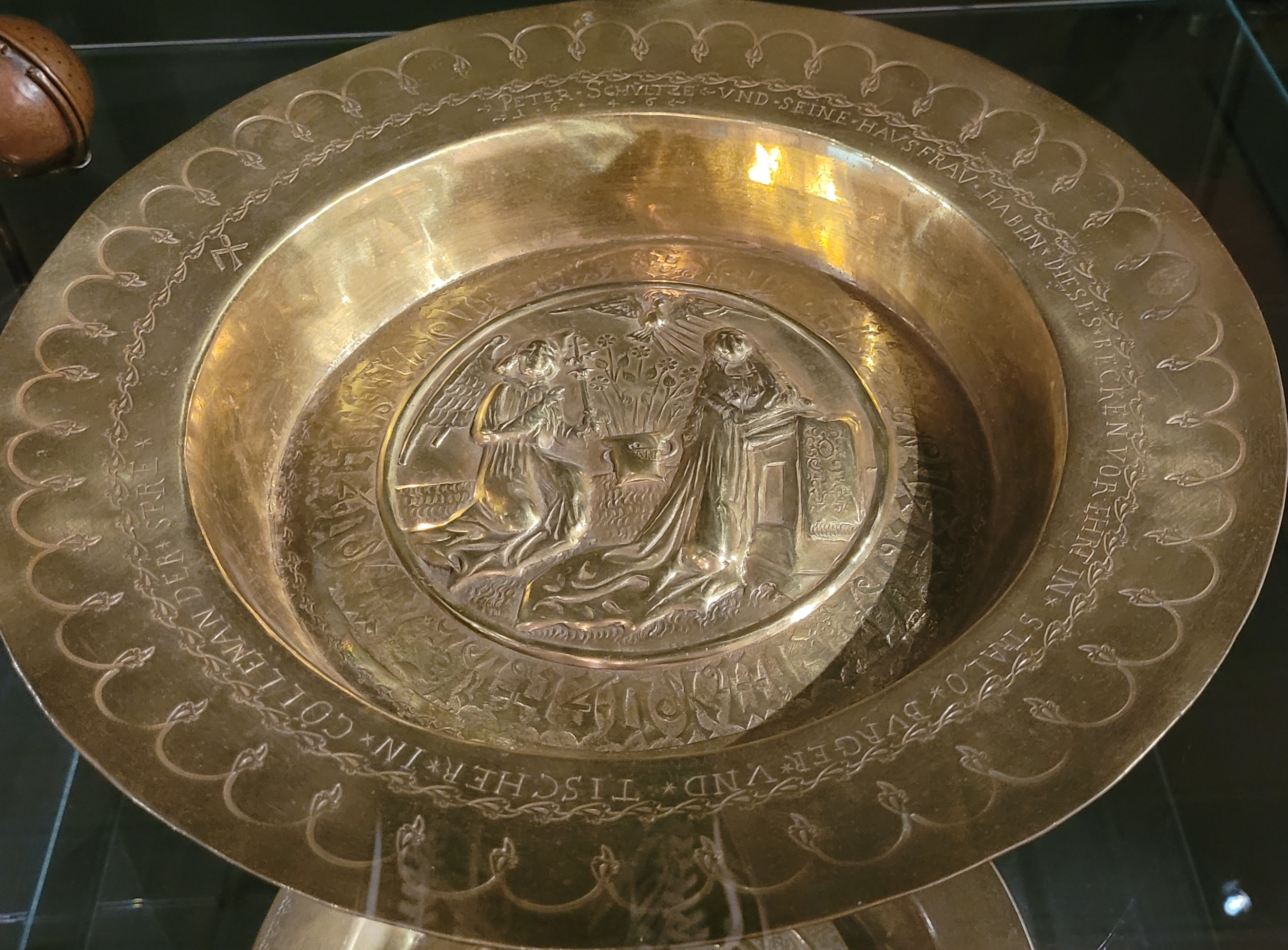
Beckenschlägerschüssel im Märkischen Museum Berlin

## Zur Terminologie und Geschichte
Der Begriff Beckenschlägerschüssel enthält eine Dopplung, da im Mittelalter eine Schüssel als Becken bezeichnet wurde. Auch die Bezeichnung des Schlagens ist ein Relikt aus dem späten Mittelalter. Damals haben die ersten Beckenschläger die Schüsseln noch mit Hammerschlägen auf einem Amboss geformt.
Der übliche Hinweis auf das frühe Messinghandwerk in Dinant beleuchtet nur ein Produktionszentrum nahe an den Kupferbergwerken und den Lagerstätten für Galmei zwischen Maas und Rhein, das den Zinkanteil der Legierung Messing lieferte. Becken aus dieser Zeit sind nicht erhalten. Nach der Zerstörung Dinants 1466 wanderten Messingarbeiter in die nähere Umgebung ab, auch nach Aachen.
Was genau ein Beckenschläger im Mittelalter herstellte, der in Archivalien oder nordwestdeutschen Straßennamen auftaucht, ist nicht belegt. Beckenschlägerschüsseln im engeren Sinne dieses Artikels tauchen erst kurz vor 1450 auf. Sie stammen sämtlich aus der Freien Reichsstadt Nürnberg. Man versteht darunter verzierte Ware, denn undekorierte Stücke lassen sich nicht zuordnen und gingen mehrheitlich verloren. Ein zunftähnliches geschworenes Handwerk der Beckschlager gab es in Nürnberg erst 1493. Es wachte darüber, dass Produktionsgeheimnisse die Stadt nicht verließen. Nürnberg produzierte bis zum Anfang des 16. Jahrhunderts Hunderttausende von Beckenschlägerschüsseln und belieferte halb Europa damit. Tausende davon sind heute noch vorhanden.

## Technik, Form und Dekor

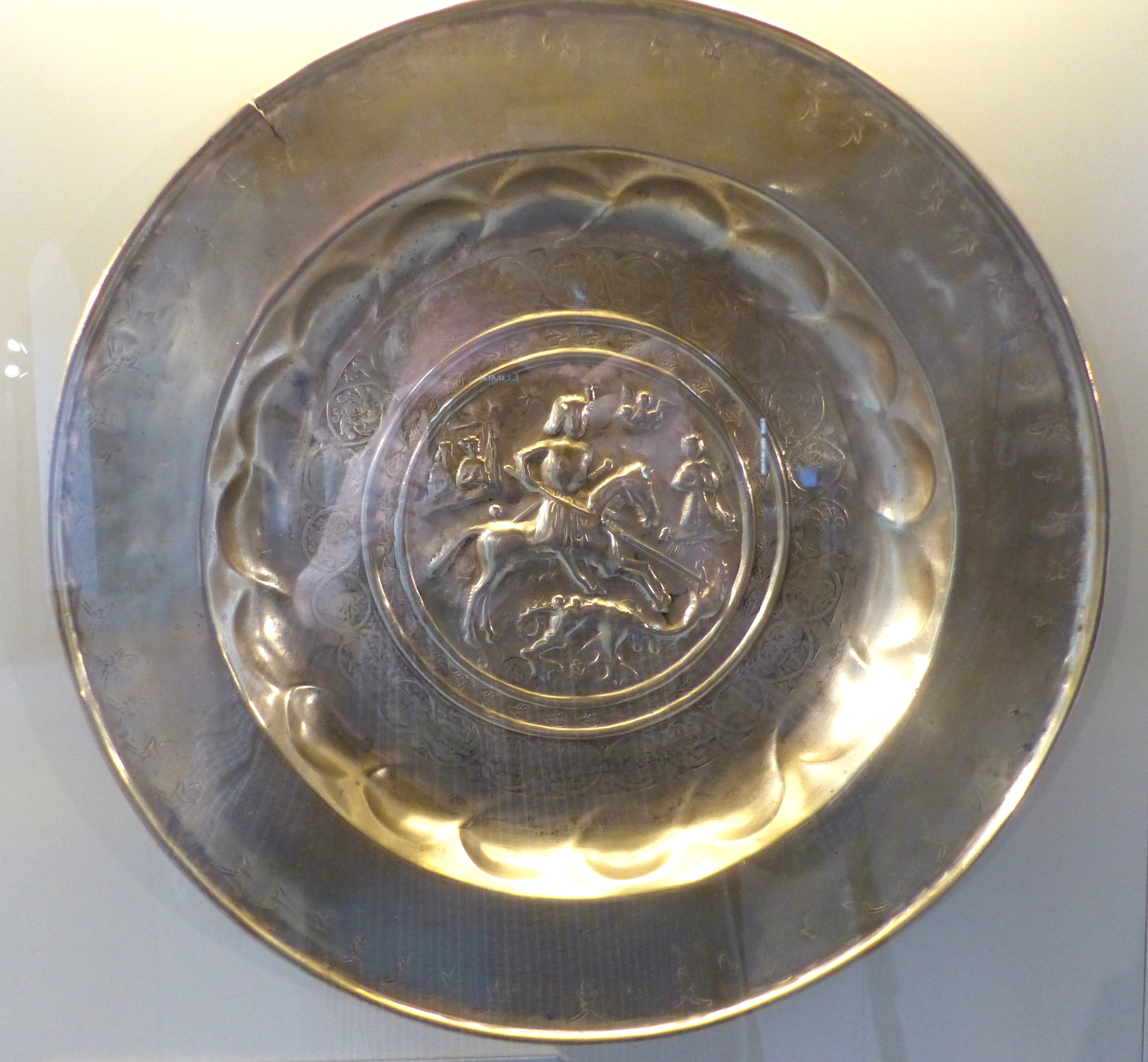
Beckenschlägerschüssel mit heiligem Georg, Burg Cadolzburg

Nürnberg bezog Kupfererz und Galmei aus dem Fernhandel. Messingbrenner schmolzen daraus Messingbarren. Ausgeglühte Stücke davon wurden zu Blechen geschlagen und schließlich rund geschnitten. Sie sind, anders als Walzblech, in der Mitte dicker als am Rand. Die Formgebung der Rohlinge erfolgte bei dieser Massenproduktion durch Metallumformung einer ausgeglühten runden Messingscheibe auf einer 
Drückbank. Diese wurden über Transmissionsriemen angetrieben, die ihre kinetische Energie von Wasserrädern bezogen. Besonders große, schwere Schüsseln hat man mit dem Schlaghammer ausgetieft. Viele Beckenschlägerschüsseln haben die Form eines Tellers, oft 40 – 55 cm groß, oder nur 18 cm. In ihrem Rand ist meistens ein dünner Stahlring zur Stabilisierung eingebördelt. Bauchige Schüsseln mit schmalem Rand messen überwiegend 22–26 cm. Ganz selten sind randlose Näpfe aus dünnem Blech.
Das Alleinstellungsmerkmal für Nürnberg ist die Verzierung auf stählernen Matrizen = Gesenken. In sie war der Dekor im Negativ eingeschnitten und wurde durch gezielte Hammer- und Meisselschläge auf die Rückseite des Rohlings übertragen. Das Mittelmotiv, meist von einem Ringwulst begrenzt, konnte mit Schrift- oder Ornamentkränzen umgeben werden. Neben sinnvollen Texten gibt es rein ornamentale Kalligrafie. Von vorne wurden Zierpunzen eingeschlagen, überwiegend randnah auf der „Fahne“.
Das häufigste Mittelmotiv ist eine „Fischblasenrosette“ aus spiraligen Godrons. Sie findet sich schon 1463 im Dom von Siena beim aufgesetzten Heiligenschein einer Petrusstatue. Bei manchen großen Tellern wölbt sich die Rosette gugelhupfartig vor. Die häufigste figürliche Darstellung, Mariä Verkündigung, geht auf ein Gemälde von 1450 zurück. Eine der Adam & Eva-Szenen ist in der Form datiert, mit 1487. Die Auswahl der Motive lässt kein Konzept erkennen und spiegelt oft, dem Zeitgeist entsprechend, religiöse Inhalte wie Opfersymbolik oder Heilige wider. Die frühesten Schüsseln sind um 40 cm groß und unten nicht plan; sie tragen einen nabelähnlichen Buckel in der Mitte (Umboschüsseln von umbilicus = Bauchnabel). Ihre Motive sind radiär angeordnet, z. B. Disteln. Sie alternieren mit blattartigen Zungen, die auch von Matrizen abgeformt, aber vorn gegenkonturiert wurden. Grafische Vorbilder ihrer Motive ließen sich nicht ermitteln und stammen wohl aus der Zeit vor 1450. Zierpunzen fehlen noch. Ein weiteres frühes Motiv ist die Gotische Rose. Spätere Übergangsformen zeigen ein Mittelmotiv, umgeben von Umboschüssel-Dekor, und weisen schon Zierpunzen auf. Nach 1500 wird der gotische Stil allmählich von der Renaissance abgelöst. 

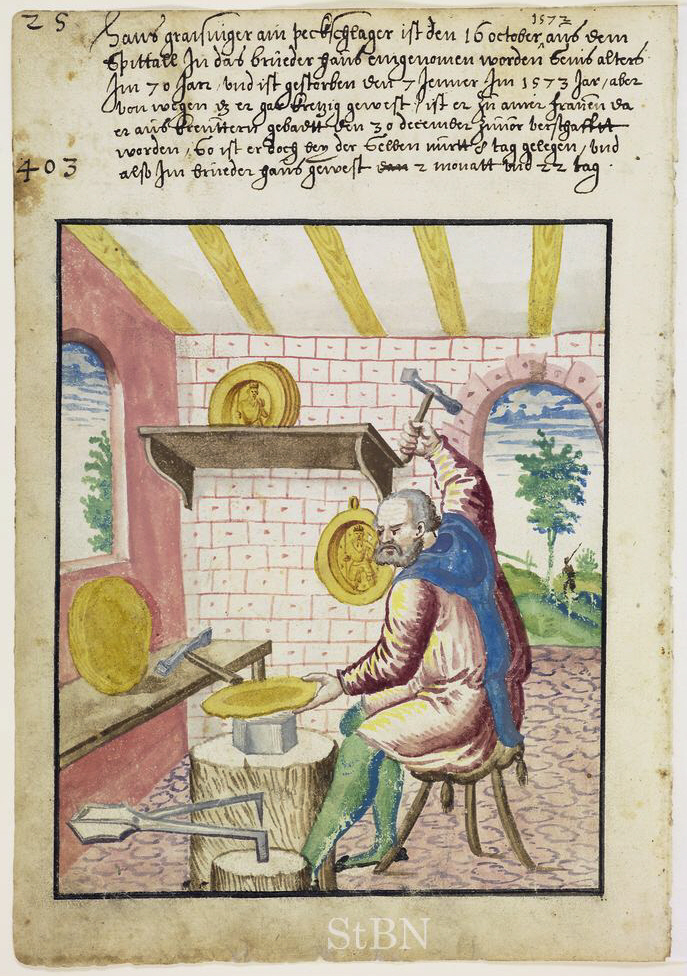
Darstellung des Beckenschlägers Hans Graisinger in den Hausbüchern der Zwölfbrüderstiftungen (1573).

Für eine ausschließlich Nürnberger Herkunft verzierter Beckenschlägerschüsseln des 15. und 16. Jahrhunderts sprechen: Die zeitgenössischen Berufsdarstellungen in den Hausbüchern der Zwölfbrüderstiftungen. Die Verwandtschaft aller Schüsseln aufgrund ihrer Motive und Zierpunzen. Die grafischen Motiv-Vorbilder aus der Schedel´schen Chronik, von Albrecht Dürer und Nürnberger Meistern aus seinem Umfeld: Erhard Schön, Sebald und Bartel Beham, Georg Pencz. Eine der letzten datierbaren Darstellungen, Abrahams Opfer, entstand 1534 als Holzschnitt von Hans Schäufelein.

## Funktion und Gebrauch
Viele Messingbecken werden zum Händewaschen am Tisch wohlhabender Bürger gedient haben. Auf manche Umboschüssel passt der trompetenartige Fuß einer gotischen Schenkkanne. Andere waren Prunkgeschirr. Sie hingen nie an der Wand, denn originale Aufhängeösen sind selten. Sie standen auf einem Bord und konnten, wie zeitgenössische Gemälde zeigen, als Reflektor für eine davor stehende Kerze dienen. Große Schüsseln fanden als Taufbecken-Einsätze Verwendung und blieben so erhalten. Als Blut- oder Aderlass-Schüsseln, wie manche in Süddeutschland heißen, wären verzierte Schüsseln unpraktisch gewesen, da geronnenes Blut beim Barbier fest am Dekor haftet. Die Bezeichnung als Almosenschüsseln, in vielen Fremdsprachen namensgebend, weist nur auf eine sakrale Sekundärverwendung hin, ebenso wie Besitzer- und Schenkungsgravuren. Für katalanische Kirchen wurden umgekehrte Schüsseln gefertigt, die den Dekor auf ihrer Außenseite tragen. Sie hingen in Über-Kopfhöhe, als tellerförmige Tropfschalen für Ewig-Licht-Öllampen. In Spanien wurden viele Nürnberger Schüsseln umgearbeitet, als Kerzenhalter, Sockel für Heiligenfiguren, oder sogar als Kohlebecken (brasero) mit Henkeln versehen.
Leicht abzugrenzen sind die wenigen flämischen Schüsseln mit breiter Fahne und einem frei getriebenen Barockdekor. Auch die häufigen niederländischen „doopschotels“ = Taufschüsseln des 17. – 19. Jahrhunderts sind gut zu erkennen. Sie sind tellerförmig, frei getrieben, ihr dünnes Blech ist oft durchgeputzt. Oft sitzt ein Navettefries auf ihrer Fahne. Zierpunzen fehlen. Sie wurden ebenfalls auf der Drückbank geformt, wie auch die weitgehend unerforschten norddeutschen Schüsseln, die wohl aus dem 18. Jahrhundert stammen. Auch ihre Barockverzierungen wurden auf einer Pechunterlage frei getrieben und sind daher von vorne gegenkonturiert.
Etwa ein Drittel der im Handel angebotenen Beckenschlägerschüsseln sind Nachahmungen und Fälschungen. Auch niederländische Schüsseln werden gefälscht.